# Alicja Gronau-Osińska
Alicja Dorota Gronau-Osińska (ur. 7 grudnia 1957 w Warszawie) – polska kompozytorka, dr hab., profesor nadzwyczajny i kierownik Katedry Teorii Muzyki Wydziału Kompozycji, Dyrygentury i Teorii Muzyki Uniwersytetu Muzycznego Fryderyka Chopina.

## Życiorys
Alicja Gronau, po mężu Osińska, urodziła się 7 grudnia 1957 w Warszawie. Jej ojciec, Ładysław Gronau (ur. 25.09.1922), pochodził z Poznania. Z zawodu był inżynierem, w młodości amatorsko grywał na akordeonie. Matka, Stanisława Gronau z domu Kaszubska (ur. 19.12.1925 w Żółkwi, zm. 24.09.2003 w Warszawie), była nauczycielką języka polskiego w III Liceum Ogólnokształcącym im. gen. Józefa Sowińskiego w Warszawie. Alicja Gronau w 1964 rozpoczęła naukę gry na fortepianie w Państwowej Szkole Muzycznej I stopnia. W 1971 rozpoczęła naukę w Państwowej Szkole Muzycznej II stopnia im. F. Chopina.
Obroniła pracę doktorską, następnie uzyskała stopień doktora habilitowanego. Została zatrudniona na stanowisku adiunkta w Katedrze Kompozycji na Wydziale Kompozycji, Dyrygentury i Teorii Muzyki Uniwersytetu Muzycznego Fryderyka Chopina.
Jest profesorem nadzwyczajnym i kierownikiem w Katedrze Teorii Muzyki na Wydziale Kompozycji, Dyrygentury i Teorii Muzyki Uniwersytetu Muzycznego Fryderyka Chopina.
W 1985 wyszła za mąż za Witolda Osińskiego (ur. 22.08.1958 w Warszawie), od 2003 profesora AMFC, od 2005 dziekana Wydziału Reżyserii Dźwięku. Alicja i Witold Osińscy mają troje dzieci: Joannę (ur. 1985), Lecha (ur. 1989) i Agnieszkę (ur. 1993).